# Buenaventura Durruti

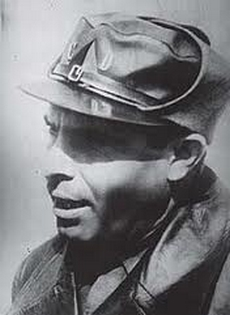
Buenaventura Durruti.

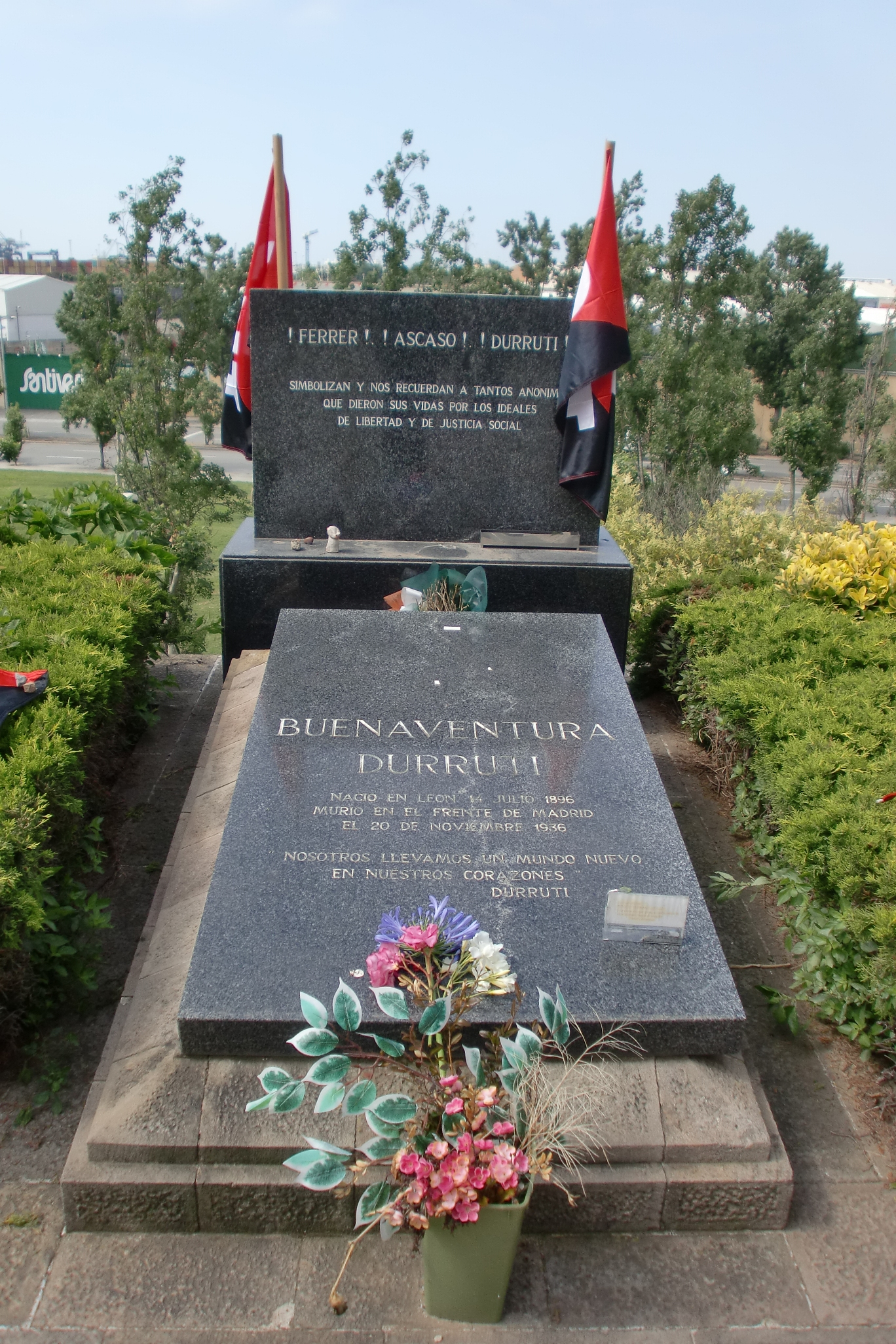
Buenaventura Durrutis gravvård på Montjuїcs kyrkogård i Barcelona.

Buenaventura Durruti Dumange, född 14 juli 1896 i León, död 20 november 1936 i Madrid, var en spansk syndikalist och antifascist, samt chef för den republikanska Durrutibrigaden under Spanska inbördeskrigets första år innan han stupade i strid.
Efter avslutad skolgång utbildade sig den då 14-årige Durruti till svarvare. 1919 anslöt han sig till den syndikalistiska fackföreningen CNT. Han deltog även i kontraterroraktioner mot de spanska myndigheterna, och 1923 anklagades han för delaktighet i ett attentat mot en kardinal. Han flydde då först till Frankrike och vistades de följande åren runt om i världen, men återvände till Spanien då den nyutropade republiken beviljade honom amnesti. Durruti engagerade sig sedan i CNT och deltog i försvaret av Barcelona vid den fascistiska kuppen i juli 1936.
Durruti själv sågs som en föregångsman. Liksom Nestor Machno förespråkade han "frivillig självdisciplin" och han var noga med att alla behandlades lika. Han stupade 1936 i strider utanför Madrid. En halv miljon sägs ha fyllt gatorna i Barcelona när han fördes till sin begravning.

## Vidare studier

### Durruti i populärkulturen
- Buenaventura Durruti, anarquista. 1999. (Spanska.) Med Albert Boadella och Els Joglars.
- Juegos de Guerra, 2007, (Spanska, engelska undertexter), med Ana Belén, Ariadna Gil och Miguel Bosé.
- Living Utopia. (Vivir la Utopia) Dokumentär DVD byggd på intervjuer, engelsk text, 1997.